# تونكو
تونكو (بالإيطالية: Tonco)‏ هي بلدة وبلدية في مقاطعة أستي في إقليم بييمونتي في جنوب إيطاليا.

## السكان
في سنة 1861 بلغ عدد السكان 1٬942 نسمة، وتطور العدد ليصل في سنة 2011 لـ 899 نسمة.
يظهر هذا المخطط البياني تطور النمو السكاني لـ تونكو